# Chalchiuhcozcatzin
Chalchiuhcozcatzin fue una reina de Azcapotzalco como esposa del famoso rey Tezozómoc. Fue su esposa principal.

## Descendencia
Tuvo once hijos en total. Su primogénito, Maxtla, heredó el reino tras su padre. Le siguieron Tecuhicpaltzin y Tayatzin.
Entre sus hijas, Cuetlachcihuatzin contrajo matrimonio con Tlacateotzin, señor de Tlatelolco. Cuetlaxxochitzin se casó con Xilomantzin, descendiente de Quetzalia de Culhuacán. Tzihuacxochitzin se unió en matrimonio con Acolnahuacatzin, gobernante de Tlacopan. Chalchiuhcihuatzin fue esposa de Tlatocatlatzacuilotzin, señor de Acolman.
Por su parte, Tecpaxochitzin fue inicialmente desposada con Técpatl, señor de Atotonilco, pero este la repudió. Más tarde, su padre intentó que se casara legítimamente con Ixtlilxochitzin, rey de Texcoco, aunque este solo la aceptó como concubina. Este incidente fue uno de los argumentos que utilizó Tezozómoc para justificar su dominio sobre el imperio.
Finalmente, Papaloxochitzin se desposó con Opantecuhtli, señor de Coatlichan. Sus dos hijos menores también fueron mujeres.